# Verchnij Tagil
Verchnij Tagil (rusky Верхний Тагил) je město ve Sverdlovské oblasti v Ruské federaci. Při sčítání lidu v roce 2010 měl bezmála dvanáct tisíc obyvatel.

## Poloha a doprava
Verchnij Tagil leží na východním okraji Středního Uralu na Tagilu, přítoku Tury v povodí Tobolu. Od Jekatěrinburgu, správního střediska oblasti, je Verchnij Tagil vzdálen přibližně 110 kilometrů severozápadně.
Do města vede šestnáct kilometrů dlouhá odbočka od železniční trati Perm – Kušva – Jekatěrinburg.

## Dějiny
Sídlo vzniklo v roce 1716 spolu s budováním železárny Verchnětagilskij Zavod („Vrchní“ pro odlišení od „dolního“, z kterého vzniklo město Nižnij Tagil). Městem je od roku 1966.